# Водовод Мајнилад
Водоводне услуге Мајнилад Inc. (енгл. Maynilad Water Services, Inc.) — скраћено MWS, или само Мајнилад (енгл. Maynilad), пружалац је услуга довода воде и одвода отпадних вода за градове и општине које чине Западну зону области Велике Метро Маниле на Филипинима. Извршилац је услуга које нуди његова родитељска компанија, Метрополитенски водоводни и канализациони систем.
Припојен РК године 1997, водовод Мајнилад служи преко 9 милиона људи у градовима Макати (западно од Јужног супераутопута), Манила (одређени делови), Кезон Сити (одређени делови), Калоокан, Лас Пињас, Малабон, Мунтинлупа, Навотас, Парањаке, Пасај и Валенсуела, сви у Метро Манили; градовима Кавите, Бакоор и Имуси, те градићима Кавит, Новелета и Росарио, сви у провинцији Кавите.

## Историја
Као део приватизације вода у Метро Манили, Метрополитенски водоводни и канализациони систем (енгл. Metropolitan Waterworks and Sewerage System, MWSS) доделио је уговоре двема компанијама раздвајајући тако Метро Манилу на Западну и Источну зону. Предузеће Водоводне услуге Мајнилад Inc. основано је 1997. године удруживањем са Корпорацијом „Бенпрес холдингс” (енгл. Benpres Holdings Corporation) — данас Група компанија „Лопез” (енгл. Lopez Group of Companies) — и Водоводним услугама Ондео Inc. (енгл. Ondeo Water Services Inc.), након уласка у ужи избор и добијања веома тражене Западне зоне.
Бенпрес је на крају напустио готово упропашћену удругу компанија, 2006. године, остављајући Ондео и Мајнилад у дугу од 240 милиона долара. Након овога, 24. јануара 2007. године, конзорцијум на челу са Инвестиционом корпорацијом „Метро Пацифик” (енгл. Metro Pacific Investments Corporation) те DMCI холдингс Inc. (енгл. DMCI Holdings, Inc.) преузео је компанију и успио да отплати дуг до јануара 2008. године.

## Извор воде

### Брана Ангат
Ангат је бетонски резервоар воде који прави насип ХЕ бране и којим се водом опслужује метрополитенско подручје Маниле. Био је део водоводног система Ангат — Ипо — Ла Меса. Резервоар задовољава око 90 посто потреба сирове воде која се користи у Метро Манили а доводи и одводи кроз јединице Метрополитенског водоводног и канализационог система, те наводњава око 28.000 хектара земљопоседа које обрађују људи у провинцијама Булакан и Пампанга.

## Подручје опслуживања

### Западна зона (Метро Манила)
- Калоокан
- Лас Пињас
- Малабон
- Манила (осим југоисточног дела)
- Мунтинлупа
- Навотас
- Пасај
- Парањаке
- Валенсуела
- северни и источни делови Кезон Ситија
- југозападни део Макатија

### Кавите
- Бакоор
- Кавите Сити
- Имус
- Кавит
- Новелета
- Росарио

## Власништво
- Инвестициона корпорација Метро Пацифик: 52,8%
- DMCI холдингс Inc.: 25,24%
- Корпорација „Марубени”: 21,54%[5]